# John Horne (historien)
Pour les articles homonymes, voir Horne et John Horne.
John Horne, né le 5 février 1949, est un historien irlandais, spécialiste de la France et de la Belgique au XXe siècle ainsi que de la Première Guerre mondiale. Il est professeur au Trinity College.

## Publications
Travaux personnels :
- (en) Labour at War. France and Britain, 1914-1918. Clarendon Press, 1991.  (ISBN 978-0-19-820180-9)
- (fr) avec Alan Kramer : 1914, les atrocités allemandes. La Vérité sur les crimes de guerre en France et en Belgique. (traduction de Hervé-Marie Benoît) Tallandier, Paris 2005.  (ISBN 2-84734-235-4) (éd. originale (en): German Atrocities, 1914. A History of Denial. Yale, 2001.  (ISBN 978-0-300-10791-3)